# Arbeiterfestspiele der DDR
Die Arbeiterfestspiele der DDR waren ab 1959 in der Deutschen Demokratischen Republik (DDR) anfangs jährlich, später zweijährlich für jeweils eine Woche stattfindende Kulturfeste. Auf ihnen traten in- und ausländische Berufs- und Volkskünstler aus den Bereichen Literatur, Theater, Musik und Bildende Kunst auf.

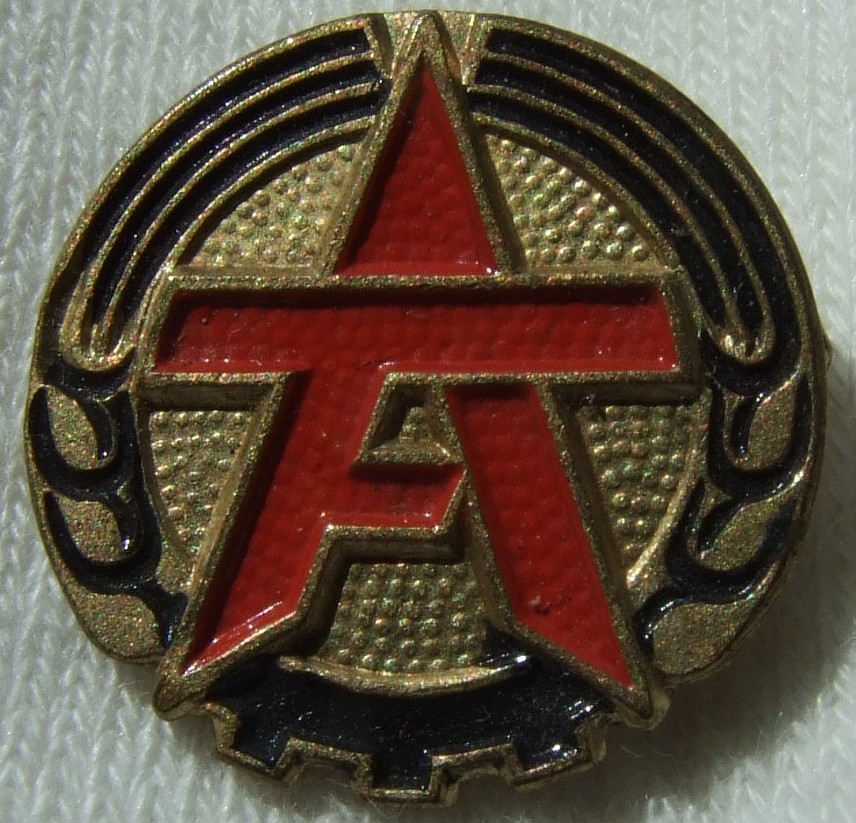
Logo der Arbeiterfestspiele auf einer Anstecknadel

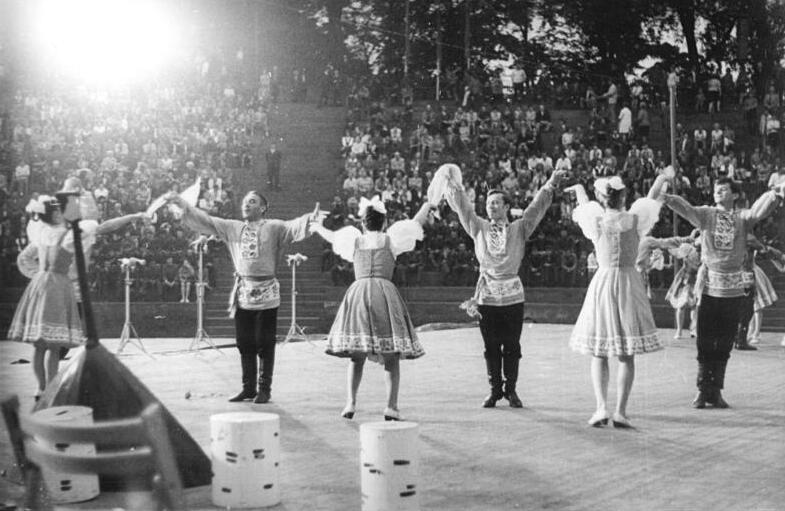
Tanzgruppe bei den 13. Arbeiterfestspielen auf der Freilichtbühne in Borna

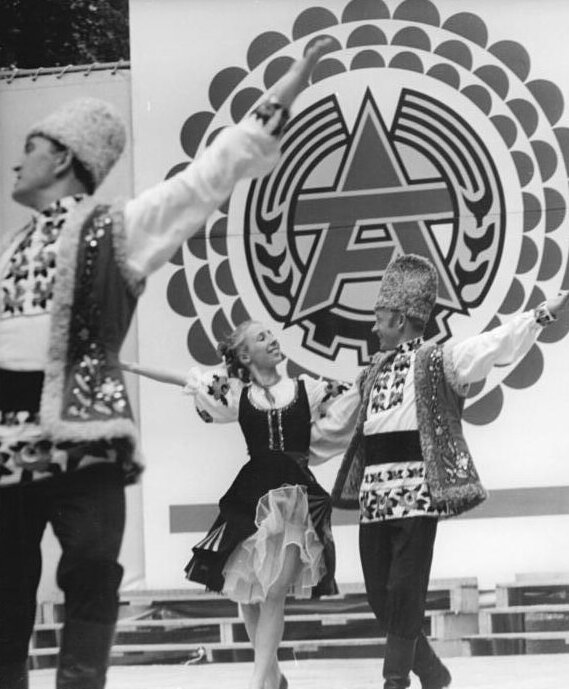
Sowjetische Tanzgruppe bei den 14. Arbeiterfestspielen auf der Freilichtbühne im Schweriner Schlossgarten

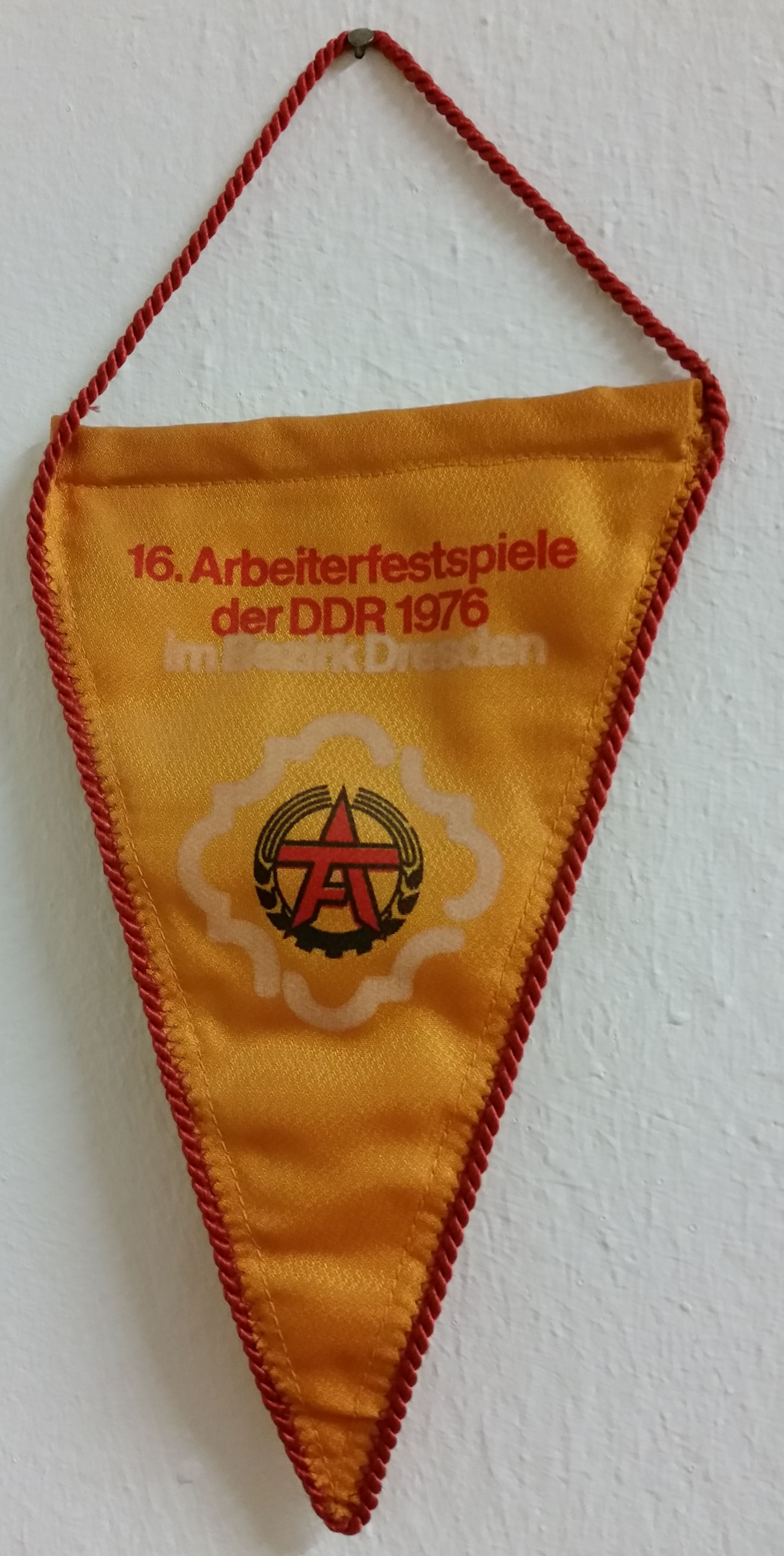
Wimpel zu den 16. Arbeiterfestspielen im Bezirk Dresden

## Geschichte
1958 durch den V. Parteitag der SED beschlossen und zunächst jährlich, ab 1972 alle zwei Jahre durchgeführt, boten die Arbeiterfestspiele die Möglichkeit, dass „die Arbeiterklasse die Höhen der Kultur erstürmen und von ihnen Besitz ergreifen“ konnte. Bei den Arbeiterfestspielen durften Laienkünstler ihr Können bei Theater- und Tanzaufführungen, Kunstausstellungen, Filmen, Kabaretts und Konzerten beweisen. In den einzelnen Kategorien wurden während der Spiele Medaillen vergeben.
Ab 1960 fanden nach einer Vereinbarung des FDGB mit dem Verband Bildender Künstler der DDR Kunstausstellungen der Arbeiterfestspiele statt, an denen neben Berufskünstlern gleichberechtigt Laienkünstler teilnahmen. Aus den ausgestellten Arbeiten wählte eine Jury aus Berufskünstlern, Kunstsachverständigen und Laienkünstlern die Werke aus, die dann mit dem Kunstpreis des FDGB ausgezeichnet wurden. Dabei galten die Kriterien des Bitterfelder Wegs als Maßstab.
Mit der Zeit entwickelten sich die Arbeiterfestspiele zu „Leistungsschauen der kulturschöpferischen Kräfte der Arbeiterklasse“. Daneben war auch die Nationale Front mit sämtlichen DDR-Massenorganisationen an Planung und Gestaltung der Festspiele beteiligt.
Maßgeblichen Anteil an der Vorbereitung und Durchführung hatte der Freie Deutsche Gewerkschaftsbund (FDGB), der über die Bezirksorganisationen Wettbewerbe veranstaltete – wie etwa der literarische Wettbewerb „Ein gutes Wort zur guten Tat“ (siehe auch Zirkel Schreibender Arbeiter) – und damit eine Vorauswahl der Delegierten traf.
Neben dem kulturpolitischen Hintergrund waren die Arbeiterfestspiele für viele der teilnehmenden Künstler, die größtenteils in örtlichen Arbeitsgemeinschaften und Zirkeln organisiert waren, eine gute Möglichkeit, vor breitem Publikum aufzutreten und sich einer Kritik zu stellen. Der Erfahrungsaustausch mit Schaffenden im gleichen Genre, der während und nach den Veranstaltungen stattfand, war dabei eine wesentliche Quelle geistiger Bereicherung. Neben der staatlichen und ideologischen Inszenierung waren die Arbeiterfestspiele zugleich eine schöpferische Plattform vieler Bevölkerungsschichten, deren kreative Aktivisten über die Arbeiterklasse hinausgingen und Handwerker, Künstler, Intelligenz und Bauern einschloss, wobei dieses staatliche Kulturfestspiel im Wesentlichen diejenige Literatur/Kunst förderte, die dem offiziellen Verständnis von der Aufgabe und dem Ansatz von Kunst entsprach.
Im Rahmen der 18. Arbeiterfestspiele fand 1980 die Neuaufführung der ursprünglich 1959 erstmals aufgeführten dramatischen Ballade „Klaus Störtebeker“ von KuBa statt. Die Neuaufführung, unter der Regie von Hanns Anselm Perten, stellt einen Teil der Geschichte der heutigen Störtebeker-Festspiele dar, die seit 1993 in der Inszenierung von Roland Oehme auf der Insel Rügen aufgeführt sind. Der damalige Minister für Kultur Hans-Joachim Hoffmann war mit seinem Beitrag Aus der Tiefe der Geschichte in die Zukunft, der die überlieferten Schlupfwinkel Störtebekers nach einer Vorlage von Georg Hülsse darstellte, ebenfalls an der Neuaufführung beteiligt.

## Liste der Arbeiterfestspiele
Die Festspiele fanden meist in mehreren Orten der genannten Bezirke statt.
- 01. Arbeiterfestspiele 1959 im Bezirk Halle (12. bis 21. Juni 1959)
- 02. Arbeiterfestspiele 1960 im Bezirk Karl-Marx-Stadt (4. bis 12. Juni 1960)
- 03. Arbeiterfestspiele 1961 im Bezirk Magdeburg (10. bis 18. Juni 1961)
- 04. Arbeiterfestspiele 1962 im Bezirk Erfurt (9. bis 17. Juni 1962)
- 05. Arbeiterfestspiele 1963 im Bezirk Cottbus (16. bis 30. Juni 1963)
- 06. Arbeiterfestspiele 1964 im Bezirk Gera (19. bis 21. Juni 1964)
- 07. Arbeiterfestspiele 1965 im Bezirk Frankfurt (18. bis 20. Juni 1965)
- 08. Arbeiterfestspiele 1966 im Bezirk Potsdam (17. bis 19. Juni 1966)
- 09. Arbeiterfestspiele 1967 im Bezirk Dresden (16. bis 18. Juni 1967)
- 10. Arbeiterfestspiele 1968 im Bezirk Halle (14. bis  16. Juni 1968); mit der Kunstausstellung („Sieger der Geschichte. Die Arbeiterpersönlichkeit in der bildenden Kunst der Deutschen Demokratischen Republik“)
- 11. Arbeiterfestspiele 1969 im Bezirk Karl-Marx-Stadt (13. bis 15. Juni 1969)
- 12. Arbeiterfestspiele 1970 im Bezirk Rostock (12. bis 14. Juni 1970)
- 13. Arbeiterfestspiele 1971 im Bezirk Leipzig (4. bis 6. Juni 1971)
- 14. Arbeiterfestspiele 1972 im Bezirk Schwerin (16. bis 19. Juni 1972)
- 15. Arbeiterfestspiele 1974 im Bezirk Erfurt (6. bis 9. Juni 1974)
- 16. Arbeiterfestspiele 1976 im Bezirk Dresden (25. bis 27. Juni 1976)
- 17. Arbeiterfestspiele 1978 im Bezirk Suhl (30. Juni bis 2. Juli 1978)
- 18. Arbeiterfestspiele 1980 im Bezirk Rostock (27. bis 29. Juni 1980)
- 19. Arbeiterfestspiele 1982 im Bezirk Neubrandenburg (25. bis 27. Juni 1982)
- 20. Arbeiterfestspiele 1984 im Bezirk Gera (22. bis 24. Juni 1984)
- 21. Arbeiterfestspiele 1986 im Bezirk Magdeburg (3. bis 6. Juli 1986)
- 22. Arbeiterfestspiele 1988 im Bezirk Frankfurt (Oder) (24. bis 26. Juni 1988)
- 23. Arbeiterfestspiele 1990 im Bezirk Cottbus: ausgefallen